# Rakita (Babušnica)
Rakita (serbisch-kyrillisch Ракита) ist ein Dorf in der Opština Babušnica mit 251 Einwohnern laut Zensus 2011. Mitte der 1960er Jahre lebten noch weit mehr als 800 Personen (848 im Zensus 1961) im Ort. Die Rakitska reka durchquert das Dorf, dessen Bewohner sich zu etwa zwei Dritteln als Serben und einem Drittel als Bulgaren sehen.
Einwohnerentwicklung seit 1948